# タイムレス (テレビドラマ)
『タイムレス』（原題：TIMELESS）は、2016年秋からNBCで放送されたアメリカ合衆国の歴史SFドラマ。歴史学教授ルーシー、軍人ワイアット、技術者ルーファスの3人がタイムマシンで時を超え、ヒンデンブルク号爆発事故やリンカーン大統領暗殺事件といったアメリカの運命に大きく関わる歴史改変を行う時空犯罪者の計画を阻止する物語。製作総指揮はエリック・クリプキとショーン・ライアン。主演はアビゲイル・スペンサー、マット・ランター、マルコム・バレットが務める。
視聴率低迷を理由にNBCから二度の打ち切りが決定されたが、いずれもファンの要望も受けてシリーズ更新に至った。2018年のシリーズ2の後にファイナルエピソード2話が公開され、それをもって完結した。

## 製作
第1話の視聴者数は760万人に達したが、シーズン1を通しての平均視聴者数は460万人まで低迷し、2017年5月にシーズン1での打ち切りが決定した。しかし、SNS上でファンが抗議した結果、3日後にこの決定は覆ることになった。シーズン2への更新および2018年春の放送予定が発表されたこの件について、マット・ランターは自身の役になりきって過去改変でNBCの方針を変更させたと主張した。
2018年5月13日にはシーズン2が最終回を迎えたが、同話をもって打ち切りとなることが同年6月に報じられた。この二度目の打ち切り決定も視聴者数低迷のためであったが、再びファンはこれに抗議し、中にはヘリコプターを飛ばしてバナーでシリーズ復活を求める者が出るなどの騒ぎに発展した。同月中にシリーズファイナルの映画化が検討され、NBCとソニー・ピクチャーズ・テレビジョンの間で2時間枠の映画の製作が議論された。7月末には二部作の特別エピソードでシリーズを完結させることが報じられ、クリプキは何シーズンにもおよぶ更新の次に良いことであるとコメントした。
ファイナルエピソードの後、2019年コロナウイルス感染症による社会・経済的影響により各地の映画館が経営難に追い込まれている頃、『タイムレス』のキャストやショーン・ライアンがPlay-PerViewの主催による特別バーチャル募金イベントに出席し、シーズン2第3話「求めあう夕べ」の脚本朗読やトークイベントが開催された。

## あらすじ
シーズン1
秘密裏に製造されていたタイムマシンが元スパイのガルシア・フリンによって盗まれた。フリンはタイムトラベルを繰り返し、アメリカの歴史を変えていく。タイムマシンを取り戻して本来の歴史を守るべく、歴史学教授のルーシー、陸軍曹長のワイアット、タイムマシンパイロットのルーファスが招集され、フリンに立ち向かっていく。
シーズン2
リッテンハウスの幹部・エマとルーシーの母・キャロルにより、ニコラス・ケインズが組織の新たなリーダーとなる。すべての元凶であるリッテンハウスを壊滅するため、かつて敵対していたフリンを仲間に加え、ルーシーたちの新たな任務が開始される。そんな中、ジヤに未来を予言する能力が備わり、タイムトラベル先のどこかでルーファスが殺されるビジョンを見てしまう。一方、ルーシーをリッテンハウスに取り込もうとするキャロルと、任務に私情を挟むキャロルに反発するエマが対立するなど、敵味方の双方に複雑な思惑が交差していく。

## キャスト
ルーシー・プレストン
演：アビゲイル・スペンサー / 日本語吹替：加藤有生子
歴史学の大学教授。タイムマシンの乗組員の一人。 豊富な歴史の知識を駆使し、歴史改変を防ぐべく奮闘する。
愛想がないような印象を抱かせるものの、実際には感受性豊かな人物であり、過去の出来事に遭遇して涙を流す場面もある。
ワイアット・ローガン
演：マット・ランター / 日本語吹替：中村悠一
陸軍デルタフォースの曹長。タイムマシンの乗組員の一人でボディガード担当。妻・ジェシカを殺されており、タイムトラベルを利用して、その犯人の出生を阻止しようとする。
序盤では皮肉屋の面が見られたが、次第にチームに打ち解けて信頼関係を築いていくうちに柔らかな面を見せるようになる。
ルーファス・カーリン
演：マルコム・バレット / 日本語吹替：高木渉
タイムマシンのエンジニア。タイムマシンの乗組員の一人。 主にタイムマシンの操縦、メンテナンスを担当する。
歴史改変の阻止は主ルーシーとワイアットが中心的であること、そして黒人差別が横行していた時代へのタイムトラベルも多いことから、当初は時間移動を嫌がっていた。次第に3人共同で動くようになり、信頼関係を築いていく。
ガルシア・フリン
演：ゴラン・ヴィシュニック / 日本語吹替：山路和弘
国家安全保障局の元スパイ。 メイソン工業が開発したタイムマシンを盗み、歴史を改変しようとする。その目的は妻子を殺したリッテンハウスに復讐し、その妻子を取り戻すことである。
コナー・メイソン
演：パターソン・ジョセフ / 日本語吹替：増元拓也
メイソン工業の社長。リッテンハウスに通じており、ルーファスにタイムトラベル中の会話を録音するよう命じる。
デニース・クリストファー
演：サキナ・ジャフリー / 日本語吹替：唐沢潤
国土安全保障省所属。チームの責任者。
ジヤ・マーリ
演：クローディア・ドゥーミット / 日本語吹替：相川奈都姫
メイソン工業のエンジニア。後にルーファスと付き合う。
アンソニー・ブルール
演：マット・フリューワー / 日本語吹替：伊藤和晃
タイムマシンの開発者でルーファスの師匠。第1話でフリンに拉致されたが、実はフリンの協力者であったことが判明する。
ベンジャミン・ケイヒル
演：ジョン・ゲッツ / 日本語吹替：野島昭生
シーズン１における、リッテンハウス側の黒幕。ルーシーが幼い頃に別れた実の父親でもある。
ノア
演：ダニエル・ディ・トマソ / 日本語吹替：高橋広樹
初回のタイムトラベル後のルーシーの婚約者。
キャロル・プレストン
演：スザンナ・トンプソン / 日本語吹替：塙英子
ルーシーの母親。シーズン1最終話でリッテンハウスの一員であることが判明する。
エマ・ウィットモア
演：アニー・ワーシング / 日本語吹替：清水はる香
リッテンハウスが過去の時代に送り込んでいたスパイ。フリンにより現代に戻されたが、フリンを裏切った後、リッテンハウスの幹部として暗躍する。
ニコラス・ケインズ
演：マイケル・レイディ / 日本語吹替：小松史法
キャロルとエマによって第一次世界大戦の戦場から現代に連れてこられた青年。実はキャロルの曽祖父にあたり、リッテンハウスの新たなリーダーとして迎えられる。
ジェシカ・ローガン
演：トーニャ・グランツ/ 日本語吹替：衣鳩志野
ワイアットの妻。本来の歴史では死亡しているが、シーズン2で生存していることが判明し、ワイアットと再会する。

## 音楽
日本版エンディング：ゴスペラーズ 『Let it shine』
15th Album『Soul Renaissance』に収録されている。

## エピソード一覧
| シーズン | シーズン | 話数 | 話数 | 放送期間       | 放送期間       |
| シーズン | シーズン | 話数 | 話数 | 初回放送       | 最終回放送     |
| -------- | -------- | ---- | ---- | -------------- | -------------- |
|          | 1        | 16   | 16   | 2016年10月3日  | 2017年2月20日  |
|          | 2        | 10   | 10   | 2018年3月11日  | 2018年5月13日  |
|          | Finale   | 2    | 2    | 2018年12月20日 | 2018年12月20日 |

### シーズン1 (2016–17)
| 通算 話数 | タイトル                                                         | 監督              | 脚本                             | 放送日         | 製作 番号 | U.S.視聴者数 (百万人) |
| --- | ---------------------------------------------------------------- | ----------------- | -------------------------------- | -------------- | --------- | --------------------- |
| 1 | "Pilot" "歴史を守れ"                                             | Neil Marshall     | Eric Kripke & Shawn Ryan         | 2016年10月3日  | 101       | 7.60                  |
| 1937年、ヒンデンブルク号爆発事故の日にタイムトラベルして、フリンを探すルーシーたち。ヒンデンブルク号が到着するが爆発しない。                                                 |                                                                  |                   |                                  |                |           |                       |
| 2 | "The Assassination of Abraham Lincoln" "リンカーン大統領暗殺"    | Neil Marshall     | Tom Smuts                        | 2016年10月10日 | 102       | 6.20                  |
| フリンが1865年 リンカーン大統領暗殺事件にタイムトラベルした。フリンを探すとロバート・トッド・リンカーンに出会う。                                                            |                                                                  |                   |                                  |                |           |                       |
| 3 | "Atomic City" "クリスティ・ピット"                               | Charles Beeson    | Lana Cho                         | 2016年10月17日 | 103       | 5.86                  |
| 1962年、ラスベガスにタイムトラベルしたが、フリンの目的がわからない。ルーファスはアンソニーを見つけるが「クリスティ・ピット」と言い残し逃げる。                               |                                                                  |                   |                                  |                |           |                       |
| 4 | "Party at Castle Varlar" "ネバー・セイ・ネバー"                  | Billy Gierhart    | Jim Barnes                       | 2016年10月24日 | 104       | 5.47                  |
| 1944年、ドイツにタイムトラベルする。ナチスに見つかるが、正体は秘密情報部のイアン・フレミングだった。彼に協力するが、フリンは ヴェルナー・フォン・ブラウンと一緒にいた。      |                                                                  |                   |                                  |                |           |                       |
| 5 | "The Alamo" "勝利を！さもなくば死を!"                            | John Terlesky     | Anne Cofell Saunders             | 2016年10月31日 | 105       | 5.24                  |
| 1836年、アラモの戦いの数日前にタイムトラベルするが、フリンはメキシコ軍にいた。                                                                                               |                                                                  |                   |                                  |                |           |                       |
| 6 | "The Watergate Tape" "18分30秒の空白"                            | Greg Beeman       | Kent Rotherham                   | 2016年11月14日 | 106       | 4.53                  |
| 1972年、タイムトラベルしたルーシーたちはフリンに捕まってしまう。そして、ウォーターゲート事件のテープを聞かせられる。                                                         |                                                                  |                   |                                  |                |           |                       |
| 7 | "Stranded" "デス ミレニアム"                                     | Holly Dale        | Arika Lisanne Mittman            | 2016年11月21日 | 107       | 4.71                  |
| 1754年、フレンチ・インディアン戦争にタイムトラベルするが、フリンに母船を破壊される。                                                                                         |                                                                  |                   |                                  |                |           |                       |
| 8 | "Space Race" "アポロ11号の運命"                                  | Charles Beeson    | Matt Whitney                     | 2016年11月28日 | 108       | 4.78                  |
| 1969年、フリンがコンピュータに細工したためアポロ11号が危機に陥る。コンピュータが古すぎるためにルーファスには修理できない。ルーファスはキャサリン・ジョンソンに助けを求める。 |                                                                  |                   |                                  |                |           |                       |
| 9 | "Last Ride of Bonnie & Clyde" "ボニー＆クライドのラスト・ライド" | John Terlesky     | Anslem Richardson                | 2016年12月5日  | 109       | 5.08                  |
| 1934年、フリンの目的が分からないまま銀行に入るルーシーたち。そこで、ボニーとクライドによる銀行強盗に遭遇する。                                                               |                                                                  |                   |                                  |                |           |                       |
| 10 | "The Capture of Benedict Arnold" "独立戦争とリッテンハウス"      | John F. Showalter | Tom Smuts                        | 2016年12月12日 | 110       | 4.81                  |
| 1780年、ベネディクト・アーノルドが裏切った日にタイムトラベルするが、フリンと出会った。                                                                                       |                                                                  |                   |                                  |                |           |                       |
| 11 | "The World's Columbian Exposition" "殺人ホテルを抜け出せ!"       | Craig Zisk        | Lana Cho                         | 2017年1月16日  | 111       | 3.45                  |
| 1893年、シカゴ万国博覧会 (1893年)に行くがH・H・ホームズのホテルにワイアットとルーファスが閉じ込められる。ルーシーはハリー・フーディーニに出会う。                            |                                                                  |                   |                                  |                |           |                       |
| 12 | "The Murder of Jesse James" "ジェシー・ジェームズの死"           | John F. Showalter | Jim Barnes                       | 2017年1月23日  | 112       | 3.46                  |
| 1882年、フリンはジェシー・ジェイムズが殺されるところを阻止する。 |                                                                  |                   |                                  |                |           |                       |
| 13 | "Karma Chameleon" "ワイアットの覚悟"                             | Greg Beeman       | Anne Cofell Saunders             | 2017年1月30日  | 113       | 3.51                  |
| 1983年、ワイアットとルーファスは、ワイアットの妻を殺した男の誕生を阻止するためトレド (オハイオ州)にタイムトラベルした。                                                      |                                                                  |                   |                                  |                |           |                       |
| 14 | "The Lost Generation" "戦い前夜"                                 | Craig Zisk        | Kent Rotherham & David Hoffman   | 2017年2月6日   | 114       | 2.92                  |
| 1927年、チャールズ・リンドバーグがパリに到達しかけるがフリンに飛行機を撃ち落とされる。ルーシーたちはジョセフィン・ベーカーとアーネスト・ヘミングウェイに助けを求める。       |                                                                  |                   |                                  |                |           |                       |
| 15 | "Public Enemy No. 1" "アル・カポネの先に"                        | Guy Ferland       | Matt Whitney & Anslem Richardson | 2017年2月13日  | 115       | 2.99                  |
| 1931年、アル・カポネがフリンによって逮捕されずにすんだ。エリオット・ネスも殺される。ルーシーたちはヴィンチェンゾ・カポネに助けを求める。                                     |                                                                  |                   |                                  |                |           |                       |
| 16 | "The Red Scare" "過去、現在そして未来へ"                         | Matt Earl Beesley | Arika Lisanne Mittman            | 2017年2月20日  | 116       | 3.37                  |
| 1954年、ルーシーとワイアットは、フリンによってジョセフ・マッカーシーに捕らえられる。                                                                                         |                                                                  |                   |                                  |                |           |                       |

## 日本での展開
日本では2017年1月3日に第1話がAXNでプレミア放送された。シーズン1のレギュラー放送は2017年4月より同チャンネルで放送。同年11月8日にDVDがリリースされた。DVDコンプリートBOXにはNGシーン集や未公開シーンが特典映像として収録された。
レギュラー放送に先駆けた2017年3月2日には、ゴスペラーズのバラード「Let it shine」が本作の日本版エンディングテーマに決定し、AXNの公式サイトで決定を記念した特別映像が公開された。同曲は3月22日に発売されたゴスペラーズのアルバム『Soul Renaissance』に収録された。なお、本楽曲は『タイムレス』本編の内容を踏まえて作詞・作曲されたのではなく、「もし過去に別の行動をしていたら」というテーマは偶然の一致であったという。
シーズン2が2019年3月よりAXNで放送された。

## 評価
論理物理学を専門とするカリフォルニア工科大学上級研究教授のショーン・キャロルは、強力な重力場の生成により時空間を歪曲させて時空移動を可能にする本作のタイムトラベルの設定について、アルベルト・アインシュタインにも言及して「既存の物理法則でも十分に考えられる原理」とコメントした。また、善意での過去改変により現在の状況が悪化する場合を描いている点について高く評価した。
ゴスペラーズの黒沢薫は、映画『ファイナル・デスティネーション』を引き合いに出し、歴史を変えてはならないという世界設定の中でもがく人々が描写されている点に面白さを見出している。同グループの村上てつやも現在を守るという価値観が明示されている点を指摘したほか、合衆国の歴史を学ぶこともできるとコメントしている。さらに同グループの北山陽一は、エピソードごとに時代に合わせて変わる3人の衣装や、序盤から謎が提示されるテンポ、タイムパラドックスの外に置かれた物品が元の歴史を反映している点などを評価した。